# Assis Bezerra
Francisco de Assis Bezerra de Meneses (Jaguaretama, 4 de outubro de 1814 — Baturité, 12 de junho de 1878), conhecido pelo nome parlamentar de Assis Bezerra, foi magistrado e político brasileiro.

## Biografia
Nasceu na fazenda Santa Bárbara, freguesia do Riacho do Sangue, atual Jaguaretama, filho de José Bezerra de Meneses e de Ana Bezerra de Meneses. Era seu avô materno Antônio Bezerra de Sousa e Meneses, insurrecto da Confederação do Equador, e, logo, era primo de Soares Bezerra e de Bezerra de Meneses.
Começou seus estudos de Latim na cidade do Icó com o Joaquim Teotônio Sobreira de Melo em 1828 e, em 1832, seguiu para Olinda. Terminou o curso de preparatórios em fevereiro de 1833, e a 11 de março do mesmo ano matriculou-se na Faculdade de Direito daquela cidade. Formou-se em 21 de outubro de 1837 junto com, dentre outros, Manuel Teófilo Gaspar de Oliveira, Miguel Fernandes Vieira e Pedro Pereira da Silva Guimarães.
Logo em seguida, foi nomeado juiz municipal e de órfãos do termo do Riacho do Sangue pelo presidente Manuel Felizardo de Sousa e Melo em abril de 1838, e exerceu o cargo até abril de 1839, e juiz de direito interino da comarca do Crato em fevereiro de 1839, assumindo o exercício em maio e deixando-o em outubro do mesmo ano. No domínio da lei de 3 de dezembro de 1841, foi nomeado juiz municipal e de órfãos dos termos de Quixeramobim e Riacho do Sangue em abril de 1842 e assumiu o exercício em maio. Foi nomeado secretário da presidência do Ceará a 5 de junho de 1846, e exerceu o cargo até setembro. Reconduzido no cargo de juiz municipal de Quixeramobim a 14 de agosto de 1847, entrou em exercício a 1 de outubro, e no de juiz municipal de Quixeramobim a 28 de janeiro de 1852, não assumiu o exercício. Foi deputado provincial nos biênios de 1840-41 e 1842-43.
Foi nomeado juiz de direito da comarca de Santarém, no Pará, por ato do governo imperial de 3 de fevereiro de 1852, e assumiu o exercício a 13 de julho do mesmo ano. A 3 de maio de 1854, e a convite do presidente do Pará, Sebastião do Rego Barros, assumiu o exercício do cargo de chefe de polícia daquela província, deixando-o a 30 de setembro. Foi removido do cargo de juiz de direito de Santarém para a comarca da Granja no Ceará, por decreto de 20 de outubro de 1854. Foi condecorado com o oficialato da Imperial Ordem da Rosa em 2 de dezembro. Em 10 de abril de 1855, assumiu o exercício do cargo de juiz de direito da Granja, mas obtendo remoção para a comarca de Quixeramobim, assumiu o exercício no meio de 1857 e aí esteve até janeiro de 1874.
Em setembro de 1866, visitou como chefe de polícia interino a vila de Maria Pereira (atual Mombaça), perturbada por questões de partidos e segunda vez foi condecorado com o oficialato da Rosa. Em fins de 1873, foi nomeado desembargador da Relação de Belém, Pará, e entrou em exercício a 3 de fevereiro de 1874, dia da instalação do Tribunal, e em julho do mesmo ano foi removido para a Relação de Fortaleza na qual, em dezembro de 1877, foi nomeado Procurador da Coroa.
Enfermo, seguiu em gozo de licença, a 5 de abril de 1878, para a povoação da Pendência (hoje município de Pacoti), na serra de Baturité. Ali, acometido de uma congestão cerebral a 11 de junho, foi transportado para a cidade de Baturité, falecendo no dia seguinte. Deixou viúva Maria de Sousa Bezerra, com quem teve quatro filhos, dentre os quais, Francisco de Assis Bezerra de Meneses Filho, que também seguiu carreira no Direito e na política.